# Ludwig Merz (Kartograf)
Ludwig Merz (* 23. März 1817 in Herisau; † 1. Juli 1881 in Genua; heimatberechtigt in Herisau) war ein Schweizer Unternehmer, Grossrat und Kartograf aus Kanton Appenzell Ausserrhoden. 

## Leben
Ludwig Merz war ein Sohn von Johann Ludwig Merz und Sophie Müller. Im Jahr 1846 heiratete er Elisabeth Tanner, Tochter des Johann Ulrich Tanner, Apotheker und Ratsherr. Nach der Ausbildung im väterlichen Handelsgeschäft führte Merz dieses weiter. Er wirkte von 1852 bis 1857 als Gemeinderat in Herisau. Ab 1859 bis 1871 amtierte er als Gemeinderichter. Von 1863 bis 1871 war er Präsident des Gemeindegerichts. Ab 1861 bis 1876 sass er im Ausserrhoder Grossrat. Von 1867 bis 1876 hatte er das Amt des Landesbauherrn inne. 
Wie sein Vater betätigte sich Merz neben dem Handelsgeschäft als Kartograf. Er liess sich in den neuesten Methoden der topografischen Vermessung ausbilden. Im Zeitraum von 1833 bis 1847 beendete er die kartografischen Aufzeichnungen seines Vaters, indem er diese überarbeitete und die alpinen Regionen des Appenzellerlandes für die Dufour-Karte neu kartierte.